# Kaos (série télévisée)
Pour les articles homonymes, voir Kaos.
Kaos est une série télévisée britannique créée par Charlie Covell, diffusée le 29 août 2024 sur Netflix,.
La série transpose plusieurs mythes grecs (originellement sans rapports) dans notre monde moderne. Elle réécrit ou évoque les mythes d'Orphée, du Minotaure, de Dionysos, de Prométhée, de la guerre de Troie ou des Amazones.

## Synopsis
L'histoire est narrée par Prométhée, ancien ami de Zeus condamné par celui-ci à se faire dévorer le foie par un rapace jusqu'à la fin des temps.
Dans sa villa du mont Olympe, Zeus, le roi des dieux, commence à craindre la fin de son règne lorsqu'il remarque une nouvelle ride sur son front. Il pense y voir le début d'une prophétie édictée par les Moires qui lui promettrait le délitement de sa famille et la fin de sa suprématie. Il devient de plus en plus paranoïaque et vindicatif, sous le regard inquiet de son épouse Héra et de son frère Poséidon. Son dernier fils, Dionysos, cherche quant à lui à trouver sa place parmi les dieux, et grâce aux yeux de son père.
Pendant ce temps, en Crète, Eurydice, surnommée Riddy, tente de trouver le courage de quitter son mari, Orphée, star de la chanson, auprès duquel elle étouffe. Ariane, la fille du président Minos, tente quant à elle d'apaiser les tensions grandissantes avec les réfugiés troyens et de découvrir la vérité sur la mort de son frère. Enfin, au royaume d'Hadès, Cenée attend patiemment son tour pour accéder à la renaissance promise par les dieux après la mort. Ces trois humains ne le savent pas, mais ils sont destinés à redéfinir l'avenir de l'humanité, et à défier Zeus lui-même.

## Fiche technique
- Création : Charlie Covell
- Réalisation : Georgi Banks-Davies	(5 épisodes, 2024) et Runyararo Mapfumo (en)
- Genre : Comédie noire, fantastique mythologique

## Distribution

### Acteurs principaux
- Jeff Goldblum (VF : Bernard Lanneau) : Zeus
- Janet McTeer (VF : Isabelle Leprince) : Héra
- Stephen Dillane (VF : Pascal Casanova) : Prométhée
- Aurora Perrineau (VF : Justine Berger) : Eurydice dite « Riddy »
- Nabhaan Rizwan (VF : Jhos Lican) : Dionysos
- Killian Scott (VF : Valentin Merlet) : Orphée
- Misia Butler (VF : Maxime Baudouin) : Cénée

### Acteurs secondaires
- Susan Wooldridge : Agatha
- David Thewlis (VF : Guillaume Lebon) : Hadès
- Cliff Curtis (VF : Julien Kramer) : Poséidon
- Leila Farzad (en) (VF : Laëtitia Lefebvre) : Ariane dite « Ari »
- Michelle Greenidge : une tacite qui est aussi la mère de Riddy
- Stanley Townsend (en) (VF : Augustin Jacob) : le président Minos
- Selina Jones : Hippolyte II
- Debi Mazar (VF : Vanina Pradier) : Méduse
- Rakie Ayola (VF : Fily Keita) : Perséphone
- Ramon Tikaram (VF : Yann Guillemot) : Charon
- Daniel Monks (VF : Nicolas Duquenoy) : Astyanax dit « Nax »
- Amanda Hadingue : Myrina
- Sam Buttery : Atropos
- Billie Piper (VF : Sylvie Jacob) : Cassandre
- Shila Ommi : Pas
- Joe Coen : le diacre
- Rosie Cavaliero (VF : Marie-Madeleine Burguet-Le Doze) : Prue
- Ama Addison : Sofie
- Fady Elsayed (en) : Glaucos
- Suanne Braun : Hippolyte I
- Eddie Izzard (VF : Marie Bouvier) : Lachésis dite « Lachy »
- Ché : Clotho
- Kurt Egyiawan : Adrian

## Production

### Développement
Le 8 octobre 2024, moins de deux mois après la mise en ligne des épisodes, Netflix annonce l'annulation de la série.

### Tournage
La majorité de la première saison a été tournée en Andalousie, dans la région de la Costa del Sol en Espagne. Le bar intitulé La Grotte se trouve à Almería et est notamment apparu dans la série Black Mirror où il est annoncé comme le Black Museum.
Bien que le manoir de Zeus et Héra soit à Madrid, les jardins du Mont Olympe sont quant à eux situés dans la Villa d'Este à Tivoli, juste à l'extérieur de Rome,.